# Đảng Thanh hữu Thiên Đạo
Đảng Thanh hữu Thiên Đạo (tiếng Triều Tiên: 조선천도교청우당; chữ Hán: 朝鮮天道教青友黨; âm Hán Việt: Triều Tiên Thiên Đạo giáo Thanh hữu Đảng) là một trong ba chính đảng tại CHDCND Triều Tiên. Theo danh xưng của tổ chức này thì tên đảng có thể dịch là "đảng của các bạn trẻ theo đạo của Trời".

## Lịch sử

### Trước năm 1948
Đảng Thanh hữu Thiên Đạo bắt nguồn từ những tín đồ theo Thiên Đạo. Tôn giáo này hình thành vào cuối thế kỷ 19 như một phản ứng xã hội trước cuộc xâm nhập của đạo Thiên Chúa. Ngoài ra Thiên Đạo lại mang màu sắc chính trị vì đã góp phần trong các cuộc vận động chống chính quyền thực dân Nhật lúc bấy giờ đang cai trị Triều Tiên. Cuộc nổi dậy năm 1894 và xách động năm 1919 đều có nhiều tín đồ Thiên Đạo tham gia.
Tính đến năm 1945 thì số tín đồ Thiên Đạo là hơn 1,5 triệu người. Khi Đảng Thanh hữu Thiên Đạo ra đời ngày 5 tháng 2 năm 1946 thì 98 nghìn tín đồ gia nhập làm đảng viên. Con số này đông hơn số đảng viên Đảng Cộng sản Triều Tiên vào thời điểm đó. Đến tháng 12 năm 1946 thì số đảng viên đã lên đến hơn 200 nghìn người.
Ngày 22 tháng 7 năm 1946 khi Mặt trận Dân chủ Thống nhất Tổ quốc ra mắt thì Đảng Thanh hữu Thiên Đạo là một trong bốn chính đảng gia nhập. Theo đó thì Đảng Thanh hữu chính thức chịu sự chỉ đạo của Đảng Cộng sản, tức Đảng Lao động Triều Tiên. Đảng trưởng Kim Tarhyŏn được bầu làm Phó Chủ tịch Quốc hội. Trong một cuộc phát biểu, đại biểu Kim Yungol thuộc Đảng Thanh hữu có lời chỉ trích đường lối thi hành cuộc cải cách ruộng đất ở Triều Tiên, ông liền bị lên án gắt gao buộc phải đính chính và rút bỏ lời phê bình. Có lẽ đó là điểm duy nhất xưa nay trong Quốc hội CHDCND Triều Tiên có người lên tiếng chỉ trích đường lối của Chính phủ.

### Thời kỳ 1948-1958
Sau khi nước Cộng hòa Dân chủ Nhân dân Triều Tiên được thành lập thì Đảng Thanh hữu nắm 16,5% số ghế. Dù vậy, Đảng này không được sự tin tưởng của Đảng Lao động Triều Tiên và thường được coi là mầm mống thành phần phản động. Thêm rắc rối cho Đảng Thanh hữu là giáo hội Thiên Đạo ở Hàn Quốc chính thức ủng hộ chính sách chống cộng của Tổng thống Lý Thừa Vãn. Tháng 1 năm 1948 Giáo hội lại ra thông báo mở cuộc biểu tình chống cộng ngay ở Bình Nhưỡng. Hàng giáo phẩm bị phân hóa, một nhóm quy phục Giáo hội; nhóm của Kim Tarhyŏn và Đảng Thanh hữu thì công khai khước từ đường lối của Giáo hội. Tuy nhiên Đảng Thanh hữu vẫn bị chính quyền CHDCND Triều Tiên mở cuộc thanh trừng sâu rộng.
Năm 1950 Đảng Thanh hữu ở Hàn Quốc cũng ly khai với Giáo hội Thiên Đạo và hợp nhất với Đảng Thanh hữu ở miền Bắc. Trong cuộc chiến Triều Tiên phe của Kim Tarhyŏn tái khẳng định lập trường ủng hộ chính quyền CHDCND Triều Tiên và rút trụ sở lên gần biên giới Triều-Trung nhưng cũng có nhiều đảng viên vượt tuyến vào Nam. Khi đình chiến thì chính quyền CHDCND Triều Tiên muốn đồng loạt thanh lọc tất cả các tổ chức trong Mặt trận Dân chủ Thống nhất Tổ quốc từng có hoạt động chống cộng. Đảng Thanh hữu tuy không bị giải tán nhưng hoạt động của Đảng sau đó bị giới hạn tối đa.
Năm 1954 chính phủ CHDCND Triều Tiên ngưng mọi ngân khoản trợ cấp cho Đảng Thanh hữu. Đảng phải xoay sang mở lò đúc sắt và nhà in để có kinh phí.

### Sau năm 1958
Năm 1957 Kim Tarhyŏn được bổ vào Nội các nhưng không đảm nhiệm bộ nào cả. Chỉ được một năm thì Đảng Thanh hữu cùng với Đảng Dân chủ Xã hội Triều Tiên bị kết án thông đồng âm mưu chống lại lãnh đạo nhà nước Cộng sản. Kim Tarhyŏn bị bắt và sau đó mất tích còn các đảng viên Thanh hữu thì bị truy bắt. Từ đó đảng này không còn là một thực thể độc lập trên chính trường CHDCND Triều Tiên nữa. Tổ chức của Đảng hoàn toàn bị cắt đứt. Đảng chỉ còn mỗi đơn vị trung ương với tổng bí thư Ryu Mi Yong nhưng không còn tỉnh bộ nào cả nên Đảng hoàn toàn ngưng hoạt động. Đường lối của Đảng lệ thuộc vào nhà nước Cộng sản và thuộc sự chỉ đạo của Đảng Lao động Triều Tiên.